# Friedrich Wilhelm von Steinwehr
Friedrich Wilhelm von Steinwehr (* 5. August 1733 in Deetz, Kreis Soldin; † 22. September 1809 in Berlin) war ein königlich-preußischer Generalleutnant und Chef des Infanterie-Regiments Nr. 40.

## Leben

### Herkunft
Seine Eltern waren der Erbherr auf Deetz Philipp Christoph von Steinwehr (* 1686; † 26. Mai 1740) und dessen Ehefrau Anna Margarethe von Kienitz († 22. Februar 1743).

### Militärischer Werdegang
Er kam am 1. Februar 1750 als Gefreitenkorporal im Infanterie-Regiment Nr. 23. Er wurde am 30. Juni 1755 Fähnrich und nahm als solcher am Siebenjährigen Krieg teil. In der Schlacht bei Prag wurde er verwundet. Anschließend kämpfte er in Roßbach, Leuthen, Zorndorf, Hochkirch, Reichenbach, Liegnitz und Torgau. Ferner nahm er an der Belagerung von Prag und Dresden teil. In diesem Krieg wurde er am 4. Juni 1757 Seconde-Lieutenant und am 16. November 1760 zum Premier-Lieutenant befördert. Nach dem Krieg wurde er am 18. Januar 1765 Stabshauptmann und am 18. Mai 1768 wirklicher Hauptmann und Kompaniechef im Infanterie-Regiment Nr. 23 (Renzel). Als solcher nahm er am Bayerischen Erbfolgekrieg teil, wo er bei Weiskirch kämpfte. Am 27. November 1778 erhielt er dafür den Orden Pour le Mérite.
Am 2. Dezember 1778 wurde er zum Major befördert und am 1. April 1780 wurde er zum Kommandeur des I. Bataillons ernannt. Etwas später am 1. Januar 1783 wurde er zum Kommandeur des Regiments Nr. 23 ernannt. Am 7. Juni 1788 wurde er Oberstleutnant und am 30. August 1790 Oberst. Am 7. Januar 1795 erhielt er die Ernennung zum Generalmajor und wurde zum Chef des Infanterie-Regiment Nr. 40 ernannt. Am 1. Februar 1800 feierte er sein 50-jähriges Dienstjubiläum. Am 20. Mai 1801 wurde er zum Generalleutnant befördert, mit Patent vom 25. Mai 1801. Am 21. September 1805 erhielt er seine Demission und eine Pension von 1200 Talern. Er starb am 22. September 1809 in Berlin und wurde am 25. September 1809 auf dem hallischen Friedhof beigesetzt.

### Familie
Er heiratete am 8. Juni 1768 in Weitenhagen Margarethe Henriette von Below (* 16. Juni 1744; † 28. Juni 1775) aus dem Haus Klein Machmin. Das Paar hatte folgende Kinder:
- Karl Friedrich Christian (* 15. April 1769; † 5. August 1826), Oberst und Direktor des Kadettenhauses in Potsdam
- Wilhelmine Elisabeth Henriette (* 26. August 1770; † 13. Mai 1843), Äbtissin im Stift Heiligengrabe
- Philipp Heinrich (* 9. September 1771; † 5. November 1846), preußischer Major und Postmeister in Schlawe
- Friedrich Wulffen (* 9. September 1771; † 15. Mai 1774)
- August Wilhelm Ferdinand (* 29. Januar 1773; † 17. März 1779)
- Wilhelm Ludwig Bogislav (* 15. Februar 1774; † 12. Dezember 1854), Generalleutnant ⚭ Juliane Charlotte Günther (1798–1857)
- Friedrike Margarethe (* 25. Juni 1775; † 14. Juli 1775)

Nach ihrem Tod heiratete er am 21. Januar 1777 auf Saleske Charlotte Luise Hedwig von Below aus dem Haus Saleske (* 17. Juni 1754; † 29. Januar 1793). Das Paar hatte folgende Kinder:
- Charlotte Wilhelmine (* 24. Juli 1778)
- Friederike Karoline Luise (* 19. März 1780)
- Friedrich Franz Ferdinand (* 26. Juni 1781; † 27. Juli 1841), Braunschweiger Major ⚭ Ernestine von Göden[1] (Eltern von Adolph von Steinwehr)
- August Ferdinand (* 13. August 1784; † 31. Mai 1801), Eleve der Ingenieursakademie
- Friedrich Wilhelm Franz Heinrich Leopold (* 8. Juni 1785; † 7. Juni 1860), Major a. D.
- Ernst Christoph Ludwig (* 17. Juli 1786; † 12. Juni 1809), gefallen im Freikorps des Herzogs von Braunschweig
- Juliane (* 13. Dezember 1792; † 14. Dezember 1792)
- Helene (* 13. Dezember 1792; † 14. Dezember 1792)